# Вагерсротт
Вагерсротт (нім. Wagersrott) — громада в Німеччині, розташована в землі Шлезвіг-Гольштейн. Входить до складу району Шлезвіг-Фленсбург. Складова частина об'єднання громад Зюдербраруп.
Площа — 5,64 км2. Населення становить 214 ос. (станом на 31 грудня 2020).

## Галерея

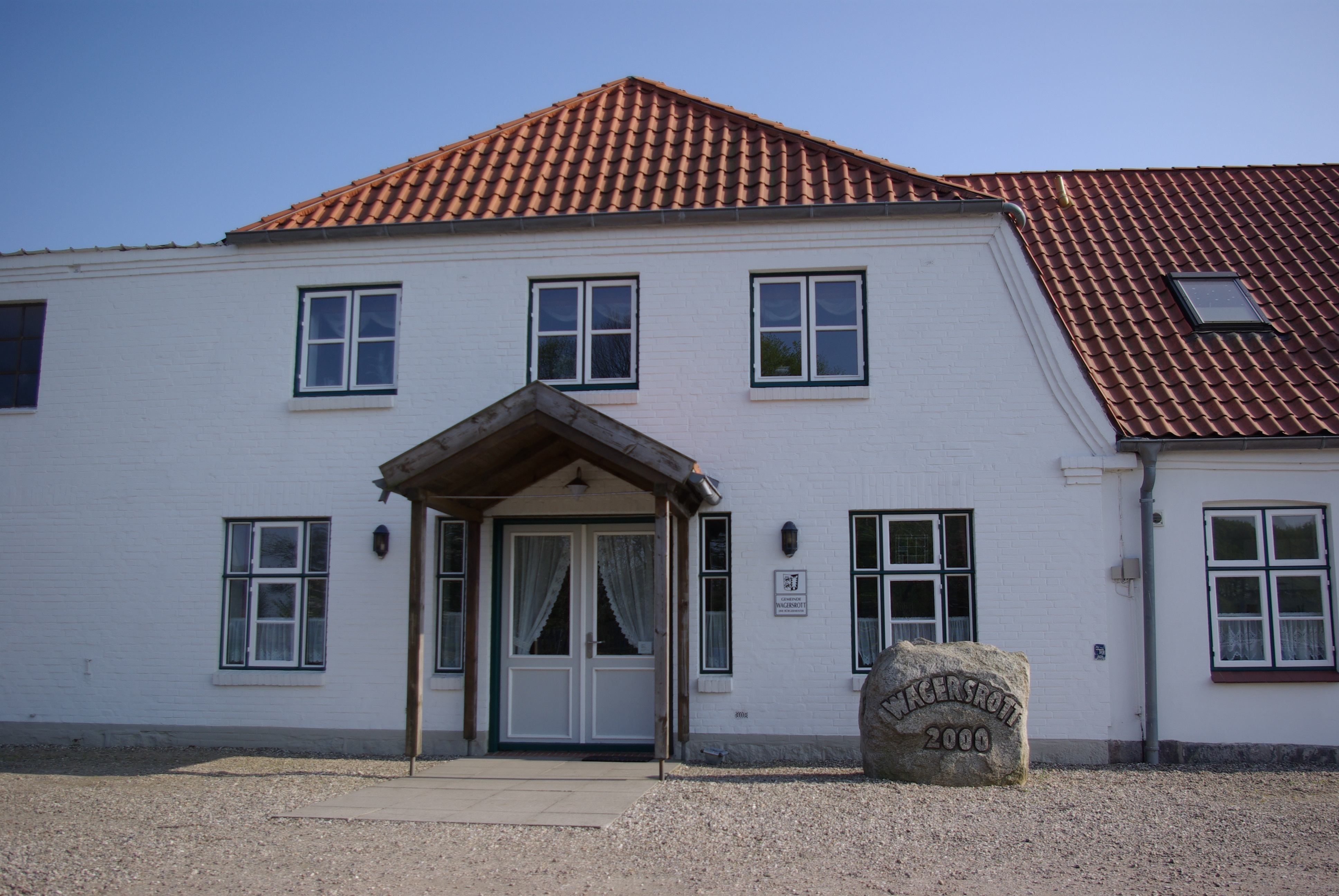